# I Still Believe in You (Album)
I Still Believe in You ist das sechste Studioalbum des US-amerikanischen Country-Musikers Vince Gill. Es wurde am 1. September 1992 unter dem Label MCA Nashville veröffentlicht. Auf dem Album ist Gills erster Country-Nummer-eins-Hit I Still Believe in You enthalten. Eine europäische Version erschien ebenso.

## Titelliste
1. Don’t Let Our Love Start Slippin’ Away (Gill, Pete Wasner) – 3:43
2. No Future in the Past (Gill, Carl Jackson) – 4:08
3. Nothing Like a Woman (Gill, Reed Nielsen) – 4:54
4. Tryin’ to Get Over You (Gill) – 3:43
5. Say Hello (Gill, Wasner) – 2:46
6. One More Last Chance (Gill, Gary Nicholson) – 3:10
7. Under These Conditions (Max D. Barnes, Gill) – 3:04
8. Pretty Words (Gill, Don Schlitz) – 2:31
9. Love Never Broke Anyone’s Heart (Gill, Jim Weatherly) – 4:10
10. I Still Believe in You (Gill, John Barlow Jarvis) – 3:57

Europäische Version
1. I Still Believe in You – 3:57
2. Never Alone (Rosanne Cash, Gill) – 3:34 a
3. Nothing Like a Woman – 4:54
4. What’s a Man to Do (Curtis Wright) – 3:11 b
5. Don’t Let Our Love Start Slippin’ Away – 3:43
6. Never Knew Lonely (Gill) – 3:59 a
7. Say Hello – 2:46
8. One More Last Chance – 3:10
9. Under These Conditions – 3:04
10. Pretty Words – 2:31
11. Love Never Broke Anyone’s Heart – 4:10
12. Tryin’ to Get Over You – 3:43
13. We Could Have Been (Don Cook, Jarvis) – 3:29 a
14. No Future in the Past – 4:08
15. Liza Jane (Gill, Nielsen) – 2:53 b

## Rezeption
Allmusic-Kritiker Johnny Loftus schrieb, dass es unmöglich sei, das Album nicht zu mögen. Er vergab 4,5 der fünf möglichen Bewertungseinheiten für I Still Believe in You. Das Album erreichte Platz zehn der Billboard 200 und blieb 100 Wochen in den Charts. Auf Platz drei platzierte sich das Album in den US-amerikanischen und kanadischen Country-Album-Charts. In den kanadischen RPM-Album-Charts belegte das Album Position 45. Das Album wurde von der RIAA fünfmal mit einer Platin-Schallplatte ausgezeichnet und erreichte in Kanada dreifachen Platin-Status. Weltweit verkaufte es sich mehr als 5,3 Millionen Mal.
Die Singleauskopplungen I Still Believe in You, Don’t Let Our Love Start Slippin’ Away, One More Last Chance und Tryin’ to Get Over You belegten Platz eins der US-amerikanischen und kanadischen Country-Single-Charts. Die Single No Future in the Past erreichte Platz zwei und drei der Country-Charts in den Vereinigten Staaten und Kanada. 1993 gewann Gill einen Grammy in den Kategorien „Bester Country Song“ und „Beste Männliche Gesangsdarbietung Country“ für den Song I Still Believe in You.

## Auszeichnungen für Musikverkäufe
| Land/Region               | Auszeichnungen für Musikverkäufe (Land/Region, Auszeichnung, Verkäufe) | Verkäufe  |
| ------------------------- | ---------------------------------------------------------------------- | --------- |
| Kanada (MC)               | 3× Platin                                                              | 300.000   |
| Vereinigte Staaten (RIAA) | 5× Platin                                                              | 5.000.000 |
| Insgesamt                 | 8× Platin ·                                                            | 5.300.000 |